# شهرستان مدیسون (میزوری)
شهرستان مدیسون، میزوری (به انگلیسی: Madison County, Missouri) یک سکونتگاه مسکونی در ایالات متحده آمریکا است که در میزوری واقع شده‌است.